# Hilaire de Chardonnet

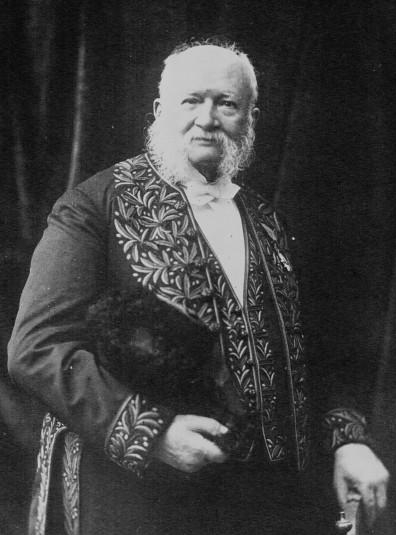
Hilaire de Chardonnet

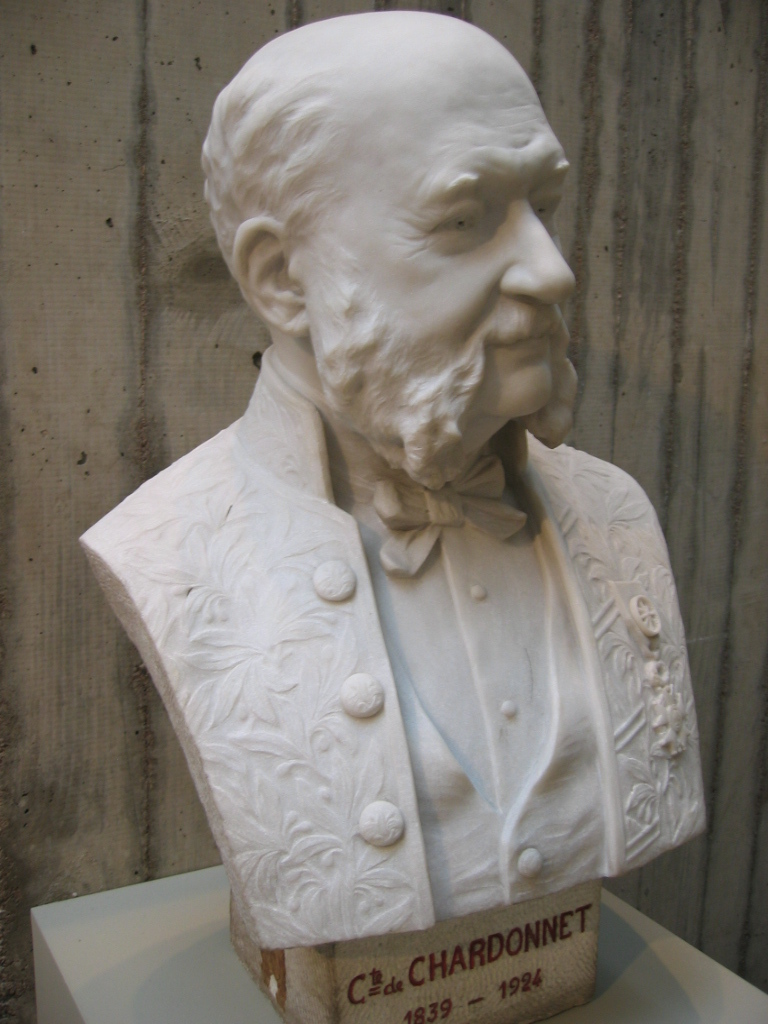
Büste Chardonnets

Comte Hilaire de Chardonnet (* 1. Mai 1839 in Besançon als Louis-Marie Hilaire Bernigaud de Chardonnet; † 12. März 1924 in Paris) war ein französischer Chemiker und Industrieller und wurde als Gründer der ersten Fabrik für Kunstseide bekannt.

## Leben
Chardonnet war eigentlich Bauingenieur, arbeitete aber für Louis Pasteur. Chardonnet wurde auf Studien von Pasteur aufmerksam, die sich mit Krankheiten der Seidenraupe beschäftigten. Daraufhin suchte er nach einem künstlichen Ersatz für Seide, dem eine Krankheit nichts anhaben konnte. Er untersuchte in diesem Zusammenhang das Sekret der Seidenraupe und dessen rasche Erstarrung zu einem Faden. Dies soll ihn auf den Gedanken gebracht haben, der natürlichen Seide ein auf einem entsprechenden chemischen Wege hergestelltes Material entgegenzusetzen. Sein Anfangspunkt waren Maulbeerblätter, die Nahrung der Seidenraupen. Er verwandelte diese mit Salpeter- und Schwefelsäure zu Cellulosenitrat und erspann daraus Fasern.
Chardonnet hatte für die Realisierung seiner Idee nicht nur einen chemischen Prozess zu entwickeln, er musste auch die maschinellen Voraussetzungen für ein in die Produktion umsetzbares Verfahren schaffen. Am 17. November 1884 übergab er seine Ergebnisse der Akademie der Wissenschaften in Paris und erhielt am 17. November desselben Jahres das erste seiner 48 Patente.
Die Originalfasern waren wegen der im Cellulosemolekül vorhandenen Nitrogruppen extrem brennbar. Zur Lösung dieses Problems übernahm er das von Joseph Wilson Swan entwickelte Denitrierverfahren, wofür reduzierende Schwefelverbindungen Einsatz fanden. Die Fasereigenschaften wurden dabei aber erheblich beeinträchtigt, was sich in einem Festigkeits- und Dehnungsverlust äußerte.
Im Jahre 1889 wurde die künstliche Seide zum ersten Mal auf der Pariser Weltausstellung gezeigt und war damals eine Sensation. Sie wurde zu diesem Zeitpunkt „Chardonnet-Seide“ genannt. Er schaffte dies, indem er Nitratzellulose zur Chardonnet-Seide verspann, der ersten industriell produzierten synthetischen Faser und einem Vorläufer von Kunstseide, Nylon und Dacron.
Chardonnet eröffnete Fabriken zur Produktion von Kunstseide, die erste hiervon 1890 in seiner Heimatstadt Besançon. Ein dauernder wirtschaftlicher Erfolg war Chardonnet nicht beschieden, seine künstliche Seide musste nach anderen Verfahren hergestellten gleichartigen Fasern weichen. Er starb 1924 weitgehend mittellos und vergessen in Paris. Er hatte sein nicht unbeträchtliches Vermögen für die Realisierung seiner Idee geopfert. Im Jahre seines Todes musste die letzte der Fabriken, die nach seinem Verfahren gearbeitet hatten, geschlossen werden.

## Sonstiges
Es gilt als möglich, dass Chardonnet hinter dem Pseudonym des alchemistischen Autors Fulcanelli steckt. 
1919 wurde er zum Mitglied der Académie des sciences gewählt.